# 上野清章
上野 清章（うえの きよあき、1950年2月7日 - ）は、福岡県出身の元騎手・調教助手。
1975年から1987年までは婚姻により姓名を変更し「伊藤 清章」（いとう きよあき）を名乗った。同じく元騎手の久保（古賀）敏文とは遠戚にあたる。
尚、伊藤修司との区別のため、本項では上野姓時代を含めて、氏名を「清章」と記述する。

## 来歴
1969年3月に騎手免許を取得し、栗東・梶与三男厩舎からデビュー。同期には楠孝志・須貝四郎・田村正光・内田国夫・中島敏文・西浦勝一がいる。
1年目の1969年は同1日の中京第1競走4歳未勝利・ヒヨシエース（17頭中13着）で初騎乗を果たし、6月7日の京都第1競走アラブ系3歳・ヒヨシプリンスで初勝利を挙げる。同年は8勝（平地7勝, 障害1勝）をマークし、新人では楠の26勝、田村の25勝、須貝の11勝に続く成績であった。
2年目の1970年は28勝と勝ち星を増やしたほか、初勝利時の騎乗馬であるヒヨシプリンスでタマツバキ記念（秋）を制して重賞初制覇を達成。同年2月21日の京都第4競走障害5歳以上未勝利では転向初戦の九州産馬・キングスピードに騎乗して初勝利に導くが、同馬は転向後10戦無敗で同年の啓衆社賞最優秀障害馬を受賞している。1973年には阪神障害ステークス（秋）・カネロンドで重賞2勝目を挙げ、本格化前のグランドマーチスを6着に下している。
梶厩舎に所属していた頃は遊びたい盛りの年頃で、しばしば夜になると、弟弟子の安田隆行に「先生が来ても黙っていてくれよ」と言って厩舎を抜け出していた。安田は布団の中に詰めものをして、寝ているように見せた。
1974年に伊藤修司厩舎へ移籍すると、翌1975年には修司の娘と結婚し、姓を「上野」から「伊藤」に変更。同年からは平地での騎乗に専念し、修司厩舎の主戦騎手として活躍馬の手綱を任され、重賞5勝を挙げた1977年には優秀騎手賞を受賞。5勝中3勝はインターグシケン・ラブリトウショウと共に「関西3羽ガラス」といわれたバンブトンコートで挙げたものであり、函館3歳S・デイリー杯3歳Sを連勝して挑んだ阪神3歳ステークスでGI級レース初制覇を飾る。関東の朝日杯3歳Sで無敗のタケデンを敗ったギャラントダンサーを抑え、その年の優駿賞最優秀3歳牡馬を受賞。
1978年のクラシックの最有力候補に躍り出るも、レース翌日に右前脚の剥離骨折が判明して休養を余儀なくされ、三冠の第一関門である皐月賞を回避せざるを得なくなった。皐月賞は同厩のメジロイーグルに騎乗し、ファンタスト・インターグシケン・サクラショウリに次ぐ4着に入った。東京優駿では1番人気に推されたが、終始好位を追走も直線残り1ハロンで脚が止まって4着であった。
1980年には自己最多の40勝を挙げて2度目の優秀騎手賞を受賞し、「華麗なる一族」の血脈であるイットーの仔であるハギノトップレディで桜花賞を逃げ切り、GI級レース2勝目・八大競走初制覇を達成。エリザベス女王杯も逃げ切って牝馬二冠を達成し、その年の最優秀4歳牝馬を受賞。シルクスキーとのコンビでは京都大賞典を強烈な末脚で差し切り、目黒記念（秋）ではカツラノハイセイコの2着に粘る。前年のオークス馬アグネスレディーと共に最優秀4歳以上牝馬の最有力候補となり、当時は9年ごとに牝馬が優勝する周期があった第82回天皇賞では3番人気に抜擢される。レースでは同じく牝馬でも11頭中8番人気と忘れられた存在であったプリテイキャストの大逃げを許し、後方から動けず10着と大敗。最優秀4歳以上牝馬もプリテイキャストに100票以上の差を付けられ、選出されなかった。
1982年からはハギノトップレディの弟ハギノカムイオーとのコンビで活躍するが、クラシックは皐月賞16着、ダービー断念、菊花賞15着と惨敗に終わる。1983年はスワンステークスで母イットーとの親子制覇、宝塚記念で単騎逃げを打って日本レコード勝ち、高松宮杯はスワンSに次ぐ親子制覇、ハギノトップレディとの姉弟制覇を成し遂げる。ハギノカムイオーと同期で叔父のシルクテンザンオーにも騎乗し、1982年のシンザン記念はワカテンザンに半馬身差ながら快勝、1983年のサンケイ大阪杯は有馬記念馬ヒカリデユールの2着に入る。
1984年からはフリーとなり、ニシノライデンとのコンビで京都新聞杯を制し、菊花賞ではシンボリルドルフを負かしに行く競馬で見せ場を作っての3着と健闘。1985年は天皇賞（春）でミスターシービーに4馬身差付けて先着の4着、有馬記念ではシンボリルドルフ・ミホシンザンに次ぐと同時にスダホーク・ギャロップダイナに先着の3着に入った。1986年にはタケノコマヨシで東京優駿は23頭中18着に敗れたが、4ヶ月ぶりに出走した秋初戦の神戸新聞杯を6番人気で制した。数々の活躍馬に跨がって安定した成績を挙げていたが、私生活では妻と不和になり、1987年に離婚。これが主因となって義父であった修司も激怒した結果、清章は修司より所属厩舎を事実上の破門とされ、また同厩舎からの騎乗依頼もほぼなくなった結果、ニシノライデンも田原成貴に乗り替わりとなり、姓名も旧姓に戻す。
絶縁を機に成績も落ち始め、1988年の中日新聞杯では南関東から転入2戦目で9頭中9番人気のトキノオリエントを勝利に導くが、これが最後の重賞勝利となる。1991年には5勝と2桁勝利が21年連続でストップし、1992年から1994年は3年連続2桁で10勝台をマーク。1991年に小倉で行われた中京記念ではラッキーゲランに騎乗し、レッツゴーターキンに1/2馬身差迫ると同時にメインキャスターにクビ差先着の2着に入る。
1995年からは西橋豊治厩舎所属となり、1996年には浅見国一厩舎に移籍。1997年には再度フリー騎手となったが、8勝→3勝→3勝と成績は低迷。1997年11月9日の福島第2競走4歳未勝利・マンジュデンリッチが最後の勝利、1998年1月10日の京都第2競走4歳未勝利・レインボーナイト（16頭中12着）が最終騎乗となり、同年1月20日付で現役を引退。
引退後は須貝彦三厩舎の調教助手として活躍した。

## 騎手通算成績
| 通算成績 | 1着 | 2着 | 3着 | 4着以下 | 騎乗回数 | 勝率 | 連対率 |
| -------- | --- | --- | --- | ------- | -------- | ---- | ------ |
| 平地     | 537 | 472 | 359 | 3878    | 5246     | .102 | .192   |
| 障害     | 24  | 22  | 16  | 82      | 144      | .167 | .319   |
| 計       | 561 | 494 | 375 | 3960    | 5390     | .104 | .196   |

### 主な騎乗馬
※太字は旧八大競走を含むGI級レース。
- ヒヨシプリンス（1970年タマツバキ記念 (秋)）
- カネロンド（1973年阪神障害ステークス (秋)）
- ケイリュウシンゲキ（1974年阪急杯）
- アランフェス（1977年小倉大賞典）
- ミサキシンボル（1977年アラブ王冠 (秋)）
- バンブトンコート（1977年函館3歳ステークス・デイリー杯3歳ステークス・阪神3歳ステークス、1978年函館記念、1979年マイラーズカップ・朝日チャレンジカップ）
- シルクスキー（1978年函館3歳ステークス、1980年京都大賞典）
- ハギノトップレディ（1980年桜花賞・京都牝馬特別・エリザベス女王杯、1981年高松宮杯）
- ヒロノワカコマ（1981年毎日杯）
- シルクテンザンオー（1982年シンザン記念）
- ハギノカムイオー（1982年スプリングステークス・神戸新聞杯・京都新聞杯、1983年スワンステークス・宝塚記念・高松宮杯）
- キョウエイアセント（1984年京都記念、1985年鳴尾記念）
- ニシノライデン（1984年京都新聞杯、1985年阪神大賞典）
- タケノコマヨシ（1986年神戸新聞杯・京都新聞杯）
- トキノオリエント（1988年中日新聞杯）

その他
- キングスピード
- キーミノブ
- ダイタクヘリオス
- ニホンピロプリンス
- メジロイーグル
- ラッキーゲラン（1991年中京記念2着）
- ラビットボール